# Hugstmyrhöjden
Hugstmyrhöjden är ett naturreservat i Kramfors kommun i Västernorrlands län.
Området är naturskyddat sedan 2006 och är 20 hektar stort. Reservatet består av en delvis brant östsluttning med äldre grannaturskog. I träden finns hänglaven långskägg.